# Erebia altajana
Erebia altajana är en fjärilsart som beskrevs av Otto Staudinger och Hans Rebel 1901. Erebia altajana ingår i släktet Erebia och familjen praktfjärilar. Inga underarter finns listade i Catalogue of Life.